# إس. جي. براون
إس. جي. براون (بالإنجليزية: S. G. Browne)‏ (20 ديسمبر 1965، سييرا فيستا في الولايات المتحدة)؛ كاتب وروائي أمريكي.

## روابط خارجية
- إس. جي. براون على موقع IMDb (الإنجليزية)